# Ilustración digital
La ilustración digital es aquel trabajo de ilustración gráfica que ha sido creado usando tecnologías informáticas. Para ello el ilustrador usa ordenadores u otros dispositivos electrónicos con herramientas que le permiten dibujar como ratones, lápices ópticos, tabletas gráficas o pantallas táctiles, además de programas adecuados que le permiten crear una imagen que se guarda en un dispositivo digital de almacenamiento. No consiste en corregir una imagen o digitalizar y editar dibujos creados previamente con técnicas gráficas analógicas sino de crear directamente una imagen, si acaso tomando un boceto como punto de partida, en el entorno digital.

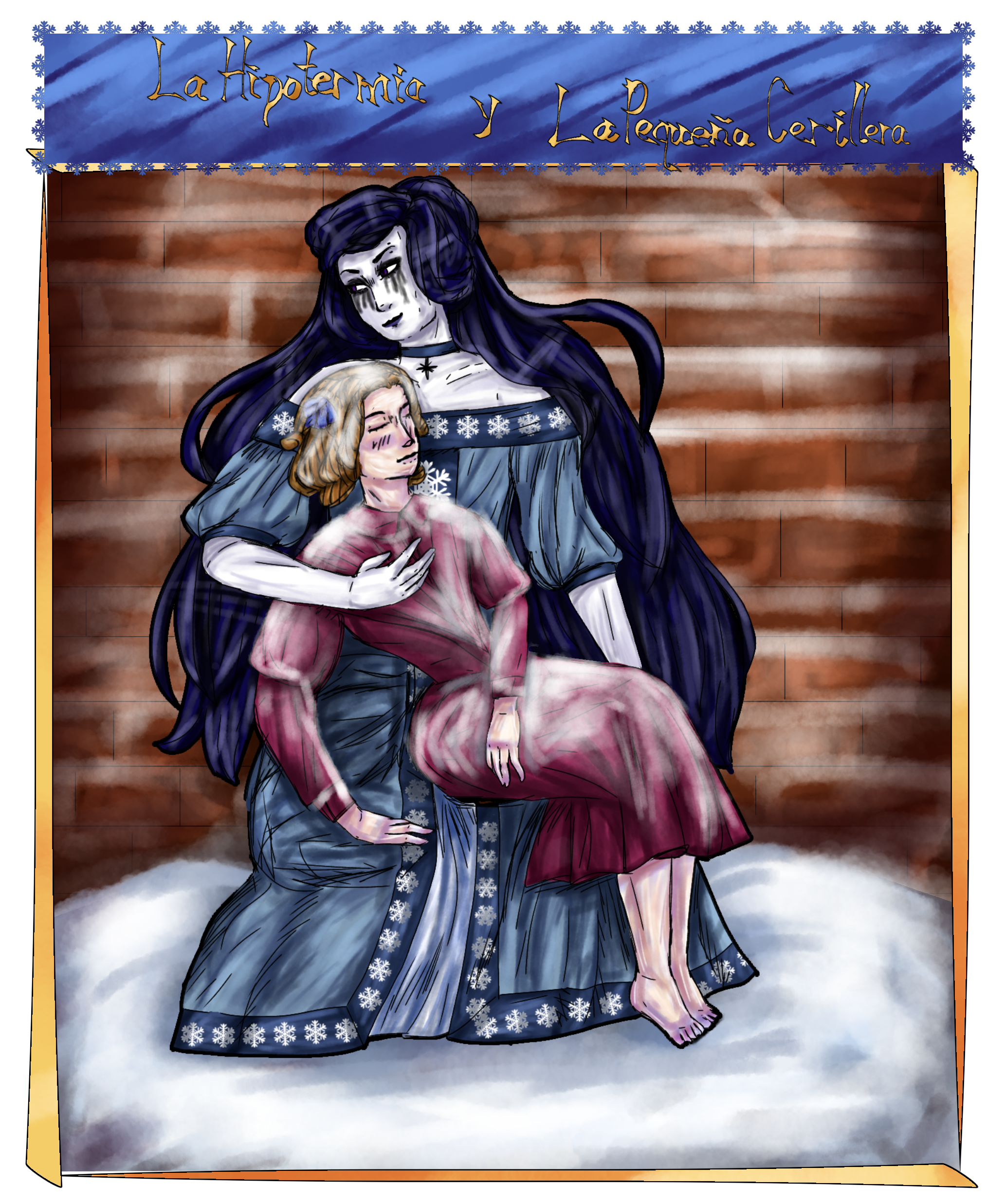
Un ejemplo de ilustración digital realizada en un teléfono móvil y arte antropomórfico. Cuadro de la Pequeña Cerillera con la personificación de la Hipotermia.

La ilustración digital básicamente, es el arte de crear imágenes con herramientas digitales, como tabletas gráficas y programas de diseño en lugar de medios tradicionales como lápices o pinceles. Esto permite una gran flexibilidad y la posibilidad de experimentar con una variedad de estilos y técnicas sin preocuparse por mancharse las manos con pintura.

Hoy en día lo digital se ha vuelto algo natural, adentrándose en el arte como un nuevo lenguaje de expresión. La tecnología digital ha abierto nuevas posibilidades al artista, que no ha dudado en utilizar. Adoptándolas como punto de partida para crear sus obras.
La ilustración va asociada con la producción de imágenes que serán multiplicadas miles, o incluso millones de veces, por diferentes medios de visualización a través de libros, prensa, sistemas multimedia, televisión, internet, etc.

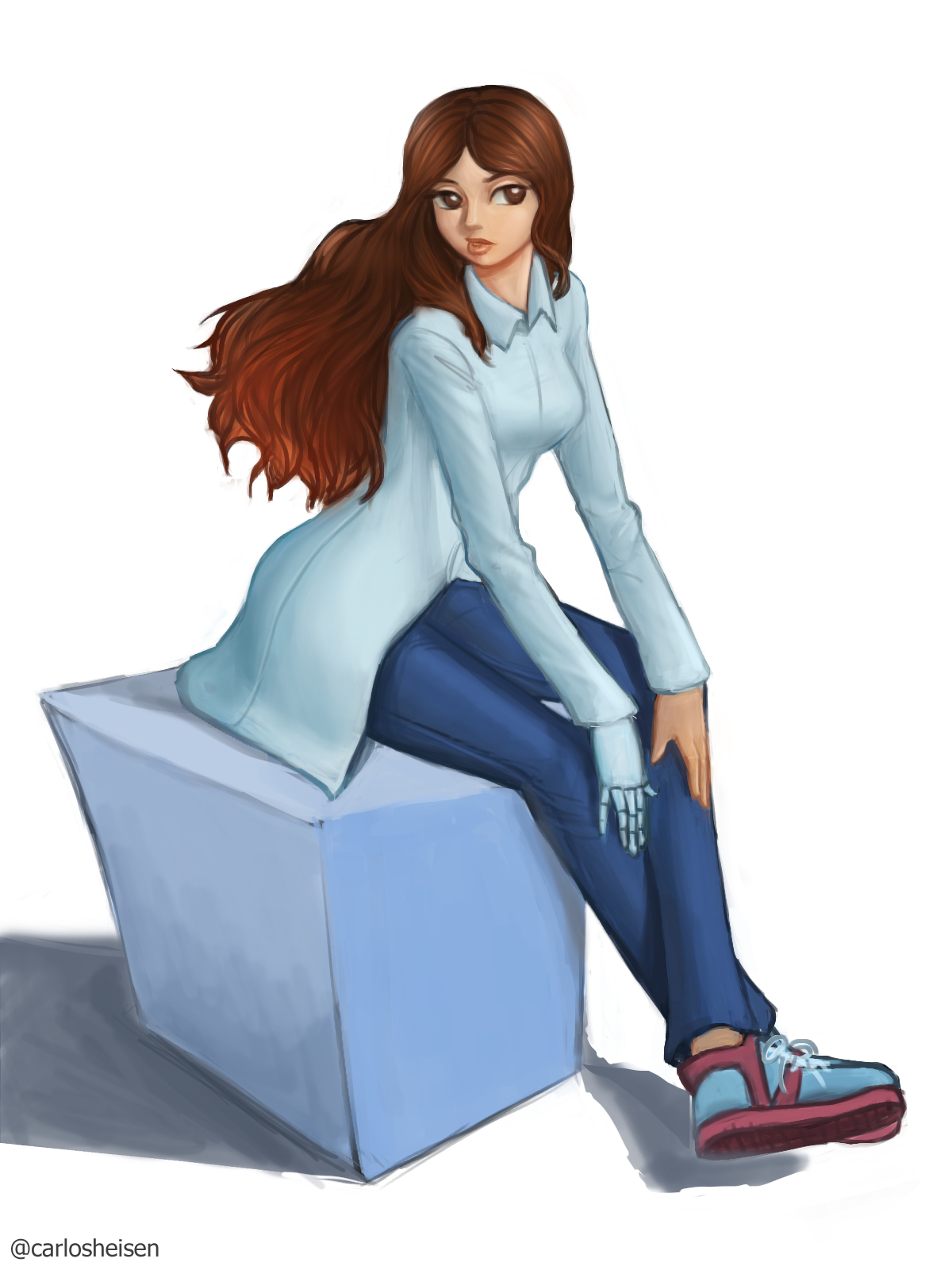

La Ilustración digital se utiliza en casi todos los aspectos de diseño gráfico. Tanto para el diseño de web y software, como en la creación de carteles, camisetas, animación, y anuncios. Y pese a ello, ocasionalmente también suele mezclarse con las técnicas tradicionales, sobre todo en los libros y los cómics. También encontramos ilustraciones 3D, realizando un boceto previo, ilustración en 2D y renderizado en 3D. La manipulación de imágenes también está dentro del mundo de la ilustración, ya que combinan fotografías con ilustración sobre todo vectorial.

## Herramientas

### Las tabletas gráficas
Los ratones no son muy precisos para el dibujo, por lo que una tableta gráfica es una herramienta ideal a la hora de crear una ilustración digital, ya que permite realizar un trazo más “natural”, simulando al de la mano humana. Además de la facilidad del trazo, una tableta gráfica tiene sensibilidad a la presión, lo que permite una variedad en el trazo que va de fino a amplio. Lo ideal sería una tableta/pantalla gráfica, ya que el artista puede ver con mayor precisión y facilidad dónde colocar cada trazol.
Con la nueva tecnología de estas tabletas y su sensibilidad a la precisión, permiten utilizar éstos dispositivos de igual modo que si de un pincel se tratara. Yendo todavía incluso más lejos, se ha conseguido crear un lápiz capaz de dibujar sobre un papel cualquiera y enviar la imagen mediante un pequeño dispositivo directamente a nuestro ordenador para su edición digital.

### Programas más utilizados
Los principales programas que trabajan con mapas de bits son: Adobe Photoshop, Corel Photo-Paint, Macromedia xRes o Microsoft PhotoDraw, entre otros.
Los principales programas que trabajan con vectores son: CorelDRAW, Adobe Illustrator, Xara Xtreme, Adobe Fireworks, o SK1.
Programas de licencia libre, y los más parecidos a Photoshop e Illustrator: Gimp e Inkscape.

### Tipo de software
Hay dos tipos de herramientas digitales:
- Mapas de bits: El contenido se almacena digitalmente en filas y columnas fijas de píxeles, que se pueden crear en capas separadas para facilitar el aislamiento y la manipulación de diferentes partes de la imagen. Una imagen de mapa de bits contiene información sobre el tono de cada píxel (color), la luminancia (brillo) y saturación (intensidad del color). Se utilizan en gran medida en el retoque fotográfico.[4]
- Vectores: La vectorización, al contrario que el mapa de bits, no trabaja con píxel. Por lo que suelen crear líneas precisas, formas y patrones, con bordes bien definidos y son excelentes para trabajar con construcciones complejas como mapas y tipografía. Este formato, permite la rasterización.

### Formatos de Imagen
El formato es un sistema que nos sirve como herramienta para organizar los datos que conforman nuestra ilustración digital para poder trabajarla, visualizarla, editarla y almacenarla. Las ilustraciones o imágenes digitales se pueden guardar en más de treinta formatos diferentes, aunque los más usados son JPEG, TIFF y GIF.
JPEG: (joint Photographie Experts Group) es el formato más utilizado suele usar las extensiones .JPEG o JPG. Fue diseñada para hacer frente a las limitaciones de calidad y tamaños de archivos en otros formatos. La ventaja de este, es que los archivos ocupan mucho menos espacio al momento de ser guardados.
TIFF: (Tag Image File Format) fue desarrollado por Aldus Corporation y Microsoft, siendo actualmente propiedad de Adobe. Es un formato de gran calidad. Este es el formato que más espacio ocupa, esto ayuda a que la calidad de la imagen siempre se mantenga intacta. Se recomienda usar para las ilustraciones con las que se trabajen o se abran de manera recurrente.
GIF: (Graphics Interchange Format) es un formato de imagen ampliamente utilizado en la web para gráficos animados y imágenes de baja resolución. Fue creado por CompuServe en 1987 y se ha convertido en uno de los formatos más populares para imágenes en movimiento en Internet. A diferencia de JPEG y TIFF, que son formatos de imagen estáticos, GIF permite la animación mediante la reproducción secuencial de una serie de cuadros o imágenes.

## Características de la ilustración digital
Es normal trabajar tanto tradicionalmente como en digital en el ordenador, lo que ha facilitado mucho los trabajos de ilustración y diseño gráfico. Es posible el poder empezar un boceto a lápiz o tinta, y acabarlo en el ordenador. Y viceversa.
Cosas que requerían un trabajo mucho mayor y elaborado, ahora son tareas muy simples y rápidas:
- Copiar una imagen es muy sencillo, por lo que el original pierde importancia.
- Aplicar color y filtros que alteran la imagen son tareas más sencillas y rápidas, sin destruir el "original".
- Los trazados son más rápidos.
- Los efectos fotográficos o visuales se aplican instantáneamente y de forma reversible.
- Hay más opción a la experimentación e improvisación.

Antes se debía invertir mucho más tiempo en la creación de un producto definitivo. Al iniciar un proyecto, se debía dejar fuera cualquier otra opción, porque era un camino muy elaborado hasta la finalización. Sin embargo, hoy en día es más posible el probar otras alternativas, ya que no se pierde tiempo en fases como el coloreado o la aplicación de la tipografía.

## La ilustración 3D
El 3D es una herramienta con la que es posible el representar la realidad, modificarla, reinventarla o imaginar una de nueva (creando mundos ficticios). Esta maleabilidad es la que hace atractiva a esta tecnología y a sus resultados:
- Permite explicar desde una historia a un hecho histórico.
- Permite enseñar desde el interior de un piso al funcionamiento de una máquina.
- La realización de productos de ficción.

Otras posibilidades que permite el 3D:
- Flying Logos.
- Animación con caracteres animados.
- Creación de personajes.
- Animación arquitectónica.
- Completa integración de imagen real y sintética (3D)
- Efectos especiales.